# Matylda Wíchová-Mocová
Matylda Wíchová-Mocová (rozená jako Matylda Wíchová, zvaná též Hilda, 23. ledna 1898 Pardubice – ???) byla česká právnička, feministka a advokátka, absolventka Právnická fakulta Univerzity Karlovy, od roku 1928 první akreditovaná advokátka v Československu.

## Život
Narodila se v Pardubicích, posléze rodina žila na Královských Vinohradech. Po absolvování středního vzdělání začala studovat Právnickou fakultu Univerzity Karlovy. Až do roku 1900 docházely dívky na přednášky na hospitační studium (bez statutu řádné posluchačky); v roce 1900 bylo novým zákonem dívkám umožněno skládat zkoušky za celou dosavadní dobu studia. Řádné studium práv mohly ženy nastoupit až se vznikem Československa roku 1918. Přátelila se rovněž s Andělou Kozákovou-Jírovou, první absolventkou práv na UK v roce 1923.
Wíchová odpromovala 7. prosince 1923 a získala titul JUDr. Na základě umožnění působení žen zákonem z roku 1922 složila Wíchová advokátské zkoušky a 12. června 1928 a stala se tak první československou advokátkou. Téhož roku si otevřela vlastní advokátní kancelář v Králodvorské ulici v Praze. Do roku 1931 bylo v ČSR registrováno 7 advokátek.
Posléze se provdala jako Mocová a užívala zdvojené příjmení Wíchová-Mocová. Po zřízení Protektorátu Čechy a Morava roku 1939 je uváděna jako advokátka na adrese ul. Národní obrany č.p. 826. Ještě před rozpadem tzv. První republiky roku 1938 tehdy působilo na území ČSR 45 právniček.